# Heinrich Wenzel
Heinrich Wenzel (Magonza, 7 giugno 1855 – Londra, 16 giugno 1893) è stato un indologo e tibetologo tedesco.

## Biografia
Studiò presso le università di Jena, Lipsia e Tubinga, ricevendo il suo dottorato presso quest'ultima istituzione con una tesi sul caso strumentale riguardante il Rigveda (1879). Per mezzo di una raccomandazione di Ludwig Noiré, continuò i suoi studi orientali a Oxford sotto Max Müller. Ad Oxford i suoi studi si concentrarono sulla lingua tibetana classica e sulla letteratura tibetana. Dal 1881 trascorse i suoi due anni a Herrnhut, dove studiò tibetologia con il missionario della chiesa morava Heinrich August Jäschke. Nel 1883 Wenzel pubblicò la seconda edizione della "Grammatica tibetana" di Jäschke. Nel 1886 ottenne l'abilitazione presso l'università di Lipsia grazie al suo lavoro di traduzione del trattato religioso "Suhṛllekha" di Nāgārjuna. In seguitò ritornò in Inghilterra, lavorando prima a Oxford per poi stabilirsi definitivamente a Londra.

## Opere
- Über den Instrumentalis im Rigveda. Tübingen 1879.
- "Tibetan grammar" di H. A. Jäschke, Moravian missionary. 2ª edizione a cura del Dr. Heinrich Wenzel, London 1883.
- "Buddhist technical terms : an ancient Buddhist text ascribed to Nāgārjuna"; edizione di F. Max Müller e H. Wenzel, 1885.
- "The Dharma-samgraha : an ancient collection of Buddhist technical terms"; edizione di F. Max Muller, H. Wenzel, 1885.
- Suhṛllekha. Brief des Nāgārjuna an König Udayana; traduzione di Heinrich Wenzel. Leipzig 1886.
- "List of the Tibetan mss. and printed books in the library of the Royal Asiatic Society". JRAS 1892, S. 570—579.
- "The Buddhist sources of the (Old Slavonic) legend of the Twelve Dreams of Shahaïsh", Dr. Sergey Oldenburg, tradotto da Heinrich Wenzel, JRAS 1893, S. 509—516.